# 日清世界クイズ
『日清世界クイズ』（にっしんせかいクイズ）は、1970年10月4日から1971年3月28日まで日本テレビ系列局で放送されていた日本のクイズ番組である。放送時間は毎週日曜 19:30 - 20:00 （日本標準時）。日清食品（現・日清食品ホールディングス）の一社提供、日本航空による協賛。

## 概要
関口宏が司会を務めた視聴者参加型の日本テレビ制作によるクイズ番組。小橋玲子がアシスタントを務め、出題は日本テレビの局アナが担当した。
6人の参加者が、クイズに答えて点数を獲得しながら各自事前に定めたルートを目指す。ルートは、7点獲得でグアム行き、10点獲得で香港行き、15点獲得でハワイ行き、20点獲得でアメリカ行き、25点獲得でヨーロッパ行きとなっており、クイズの時間内にルートに到達すると目的地の海外旅行がプレゼントされる。最高得点獲得者を目指すわけではない。
問題は、正解を出した解答者（最初の問題のみ司会者）が6列10行のパネルボード（縦軸：日本、南北アメリカ、ヨーロッパ、アジア・オセアニア、中近東・アフリカ、ノンセクションの6ジャンル、横軸：1 - 10の番号）から1枚を選ぶことによって出題される。毎問全員参加型の早押しスタイルであり（一部例外あり）、不正解の場合には2番手の解答者まで解答権が認められる。解答者がコールしたパネル（たとえば、南北アメリカの7番）がめくられると、「日清食品の旧ロゴ」「出前一丁」「出前坊や」「日清食品（社名）」のいずれかが出てくる。
一番多い日清ロゴのパネルは通常問題の1点だが、出前一丁のパネルの問題に正解すると3点獲得。いずれも不正解だと1点減点。出前坊やのパネル（2枚あり）だと、パネルコールした者のみが解答権を得られ、問題に正解するとルート変更権が与えられ、事前に定めたルートを点数の状況によって変更できる。後期には、クイズ後半に問題正解者にルート変更権が与えられるようにするルール改正があったため、パネルによるルート変更権は廃止された。日清食品のパネル（当初は1枚のみ、ルール改正後には2枚）だとパネルコールした者のみが解答権を得られ、問題に正解するとルート直行で海外旅行獲得となり、天井から大量の紙吹雪と風船が降った。優勝した解答者はその時点でクイズ終了となる。ただし、その問題に不正解だと獲得した得点が総て没収となり、解答者の座席の位置が下がって解答席テーブルの陰で待機させられた。その後の問題で正解者が出なかった場合に限り解答権が与えられ、それに正解すると座席の位置が元に戻り、0点からクイズの復帰が可能となる。
アメリカ行きやヨーロッパ行きのルートは、日清食品のパネルを利用しないと難しかったが、各解答者のルートがバランスよく設定されていたため、海外旅行獲得者を幾人も輩出した。毎日放送の『アップダウンクイズ』のように複数の海外旅行獲得者が出る回がある一方で、時間切れによって全く出ない回もあった。

## 関連番組
- クイズ世界をあなたに（TBSテレビ　関口司会、ルールも当番組にほぼ酷似していた）